# 't Weegje (veenplas)

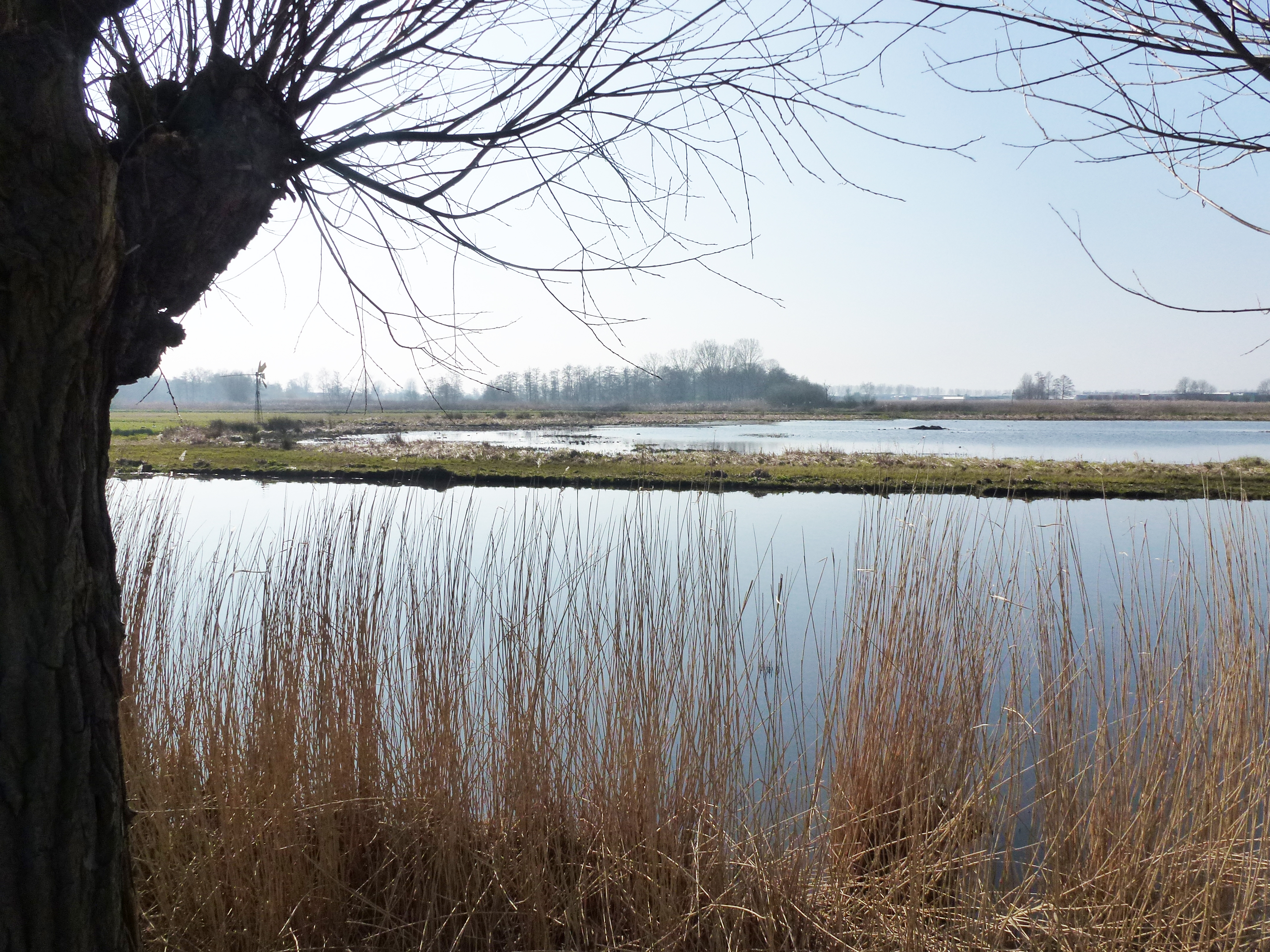
Veenplas 't Weegje

't Weegje is een veenplas in het zuiden van de Nederlandse gemeente Waddinxveen.
De plas is een overblijfsel van de veenderij het Weegje in de gelijknamige polder. De veenderij was 28 ha groot. Daarvan is tot 8,5 ha verveend.

## Geschiedenis
Rond 1700 was het grootste deel van Waddinxveen ten westen van de Gouwe vrijwel geheel tot op grote diepte verveend en veranderd in een watervlakte. Dat onder meer een strook langs de Gouwe, waartoe de polder het Weegje behoorde, daarvan gespaard is gebleven, ligt aan de matige kwaliteit van de turf en het strikte verbod om binnen een afstand van 800 Rijnlandse roeden (= ruim 3 kilometer) van de stadswallen van Gouda naar veen te delven.
Na de opheffing van het verbod in 1825 is men in de polder het Weegje met turfwinning begonnen om aan de toenemende vraag naar turf te voldoen. De hierbij gewonnen turf diende als brandstof voor brouwerijen, pottenbakkerijen en verwarming van woningen, voornamelijk ten behoeve van de stad Gouda.
In 1842 was het Weegje nog de enige polder in de omgeving waar regelmatig geveend werd.
De turfwinning heeft voornamelijk tot omstreeks 1890 plaatsgevonden. Daarna werd er nog maar weinig turf gewonnen.
In 1925 is de veenderij opgehouden. De plas is ontstaan doordat men het veen onder de waterspiegel heeft gedolven, het zogenoemde slagturven. De plas kreeg de naam 't Weegje.
De veenplas werd een belangrijk water voor de sportvisserij.
Sinds de jaren 70 van de twintigste eeuw maakt de veenplas deel uit van het Natuurgebied 't Weegje.

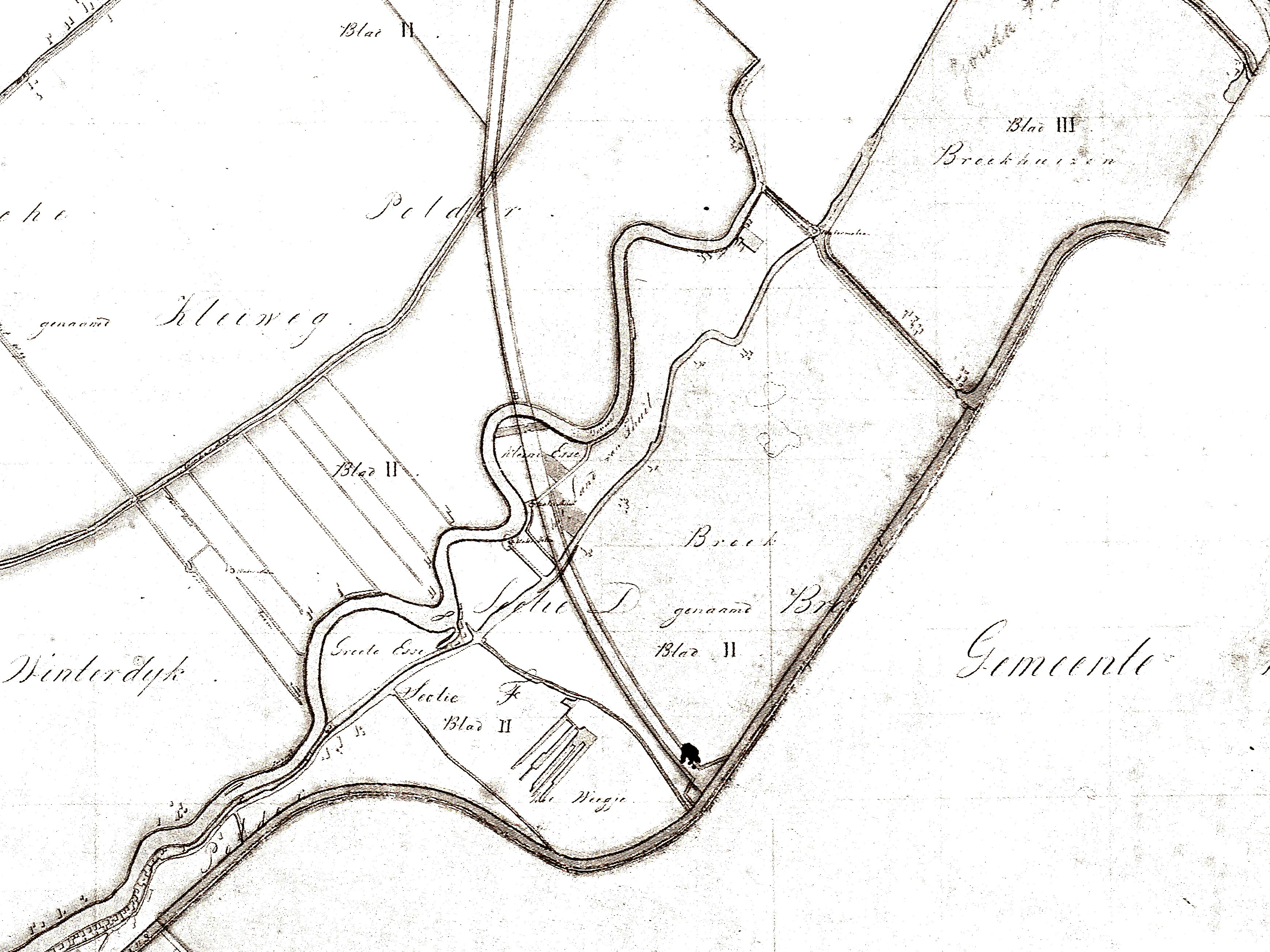
Voormalige gemeente Broek in 1828; midden-onder de Veenderij Het Weegje (kaartnoorden links)
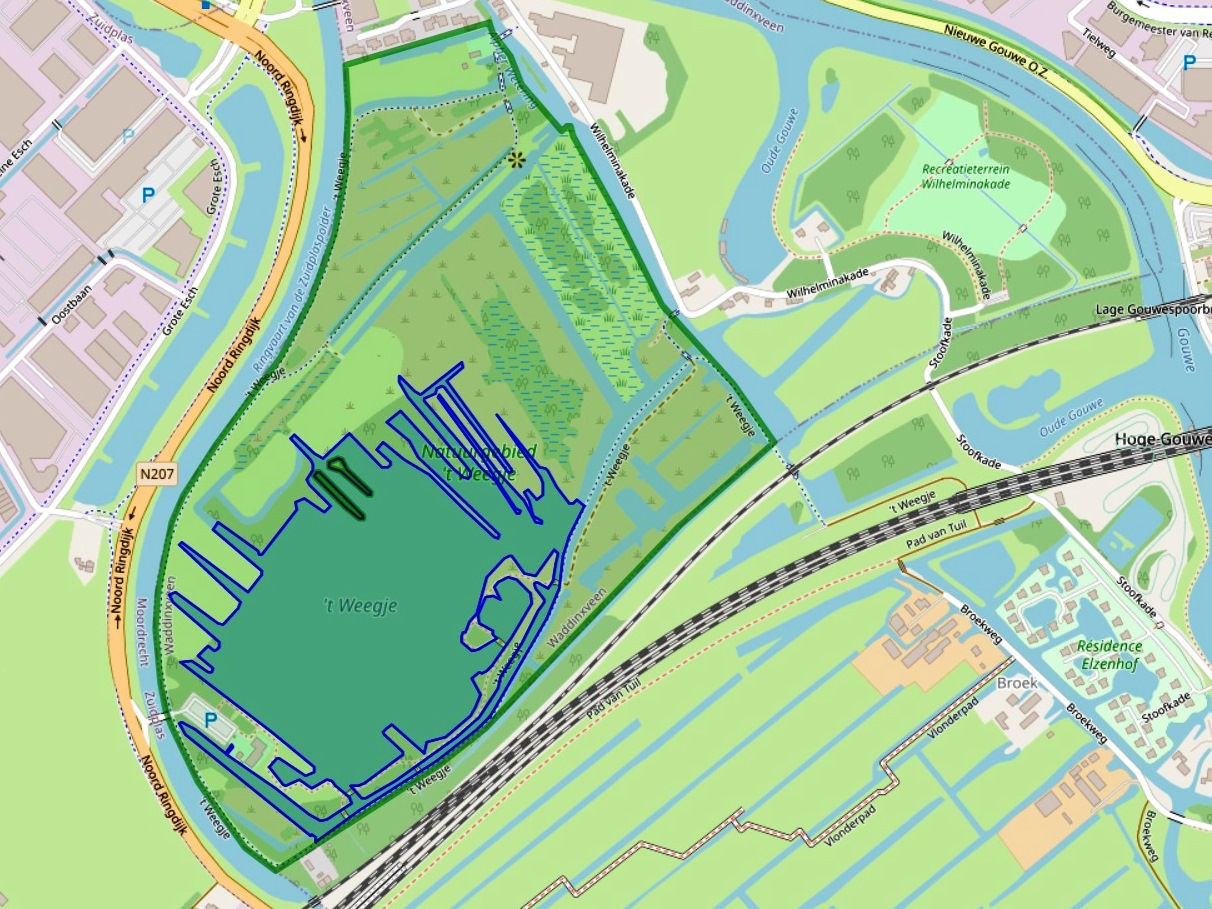
Veenplas 't Weegje in gelijknamige natuurgebied

## Herkomst naam
De naam 't Weegje is afkomstig van een vroeger ambacht, waarvan de oudste vermelding uit 1139 stamt.